# Ортоптерология
Ортоптерология — раздел энтомологии, изучающий представителей отряда Прямокрылые насекомые (кузнечики, саранча, сверчки, медведки).
Название науки происходит от научного латинского названия самого отряда — Orthoptera. Одним из основных подразделов самой Ортоптерологии является Акридология (наука о саранчовых).
Крупнейшим ортоптерологом России был советский и российский энтомолог, профессор, член-корреспондент АН СССР, президент Всесоюзного энтомологического общества в 1962—1971 гг. Григорий Яковлевич Бей-Биенко.

## Журналы
- Журнал Ортоптерологических исследований («J. Orthopt. Res»)
- Труды Всеамериканского Акридологического общества («Proceedings of the Pan American Acridological Society»)
- Acrida